# Золоторожский проезд
Золоторо́жский прое́зд (первоначально — Безымянный проезд:169, с 1926 года:169 до 21 июня 1951 года — Гужоновский проезд:195) — проезд в районе Лефортово Юго-Восточного округа Москвы. Размещается между Верхним Золоторожским переулком и улицей Золоторожский Вал.

## Происхождение названия
Современное название проезда, как и ряда других названий инфраструктурных объектов в этой местности, восходит к названию реки Золотой Рожок:194.

## История
Первоначально проезд являлся безымянным, а в 1926 году он был назван Гужоновским (по названию располагавшегося здесь завода Гужона — современного завода «Серп и Молот»):195.
Название проезду было дано 21 июня 1951 года:194.

## Здания и сооружения
- 2
- 2, корп. 1
- 4

## Технические характеристики
Длина Золоторожского проезда составляет около 400 м. Движение по проезду двустороннее. Проезд принадлежит к 3-й категории улиц. Общая площадь переулка составляет 2 556,00 кв. м., из которых  1 757,00 кв. м. — это площадь проезжей части, а 799,00  м² — площадь тротуаров.